# Мік Хакнелл
Майкл Джеймс Хакнелл (8 червня 1960 р.) — англійський співак та автор пісень. Хакнелл отримав міжнародну популярність у 1980-х роках як соліст і автор пісень соул-групи Simply Red, з якою він насолоджувався 25-річною кар'єрою та продав понад 50 мільйонів альбомів. Австралійський музичний журнал «Rhythms» назвав Хакнела «одним із справді великих блакитнооких соул-співаків», тоді як «Q» назвав його «найдивовижнішим голосом по цей бік Мотауна».